# Ветеринарски техничар
Ветеринарски техничар је ветеринарски радник који има завршен IV степен ветеринарске школе. Ветеринарски техничар помаже ветеринару у обављању стручно-техничких послова, осим: постављања дијагнозе, одређивања начина лијечења животиња и самосталног располагања лековима, извођења хируршких захвата, тумачења лабораторијских и специјалистичких извјештаја и давања стручних мишљења. Да би ветеринарски техничар могао да обавља ветеринарске послове мора да заврши приправнички стаж у трајању од шест мјесеци и положи државни испит. Након обављеног приправничког стажа може највише годину дана да ради без државног испита. У том периоду обављање ветеринарске дјелатности врши искључиво под непосредним надзором ветеринара са лиценцом.